# Efekt akcyzowy
Efekt akcyzowy – podwyższenie ceny danego produktu w stosunku do innych dóbr, spowodowane zmianą relacji podatkowych między dobrami (wprowadzeniem lub podwyższeniem stawki opodatkowania jednego z dóbr). Wprowadzenie opodatkowania lub podniesienie stawki opodatkowania wybranego dobra może doprowadzić do wzrostu ceny tego dobra, a przez to w określonych sytuacjach wpłynąć na ograniczenie popytu na to dobro.